# Tafalisca bahama
Tafalisca bahama är en insektsart som beskrevs av Otte, D. och Perez-gelabert 2009. Tafalisca bahama ingår i släktet Tafalisca och familjen syrsor. Inga underarter finns listade i Catalogue of Life.